# William Reaside
William Reaside (* in Edinburgh) war ein schottischer Fußballtrainer, der seine größten Erfolge in Uruguay und Mexiko feierte. 

## Trainerjobs in Lateinamerika
Nach vier Vizemeisterschaften in Serie (1935 bis 1938), in denen der Club Nacional de Football den Meistertitel stets seinem von Athuel Velázquez trainierten Erzrivalen Peñarol überlassen musste, gelang Nacional 1939 unter der Führung von William Reaside endlich wieder ein Titelgewinn. Der schottische Trainer hatte eine starke Mannschaft zusammengestellt, der im Meisterschaftsfinale ein 3:2-Erfolg gegen Peñarol gelang. Unmittelbar nach dem Titelgewinn kehrte Reaside nach Schottland zurück, so dass sein bisheriger Assistenztrainer Héctor Castro die Früchte seiner Arbeit ernten konnte und als neuer Cheftrainer die Mannschaft zu weiteren vier Meistertiteln in Serie führte. In der Vereinsgeschichte der Nacionalistas werden diese fünf Jahre (1939 bis 1943) als „El quinquenio de oro“ (dt. „Das goldene Jahrfünft“) bezeichnet.
Vor der Saison 1945/46 erhielt Reaside einen Vertrag beim mexikanischen Club Asturias, den er über einen Zeitraum von drei Jahren trainierte und durch seine dort eingeführten Defensivtaktiken den Fußball in Mexiko revolutionierte. Als Reaside 1948 abermals in seine Heimat zurückkehrte, wurde Fernando Marcos sein Nachfolger bei den Asturianos.
Zwei Jahre später verpflichtete ihn der CD Guadalajara, dessen Fußballmannschaft er in der Saison 1950/51 trainierte. Gesundheitliche Probleme zwangen ihn zum Rücktritt. Sein Nachfolger bei Guadalajara wurde der Argentinier José María Casullo.